# Vittuone
Vittuone – miejscowość i gmina we Włoszech, w regionie Lombardia, w prowincji Mediolan.
Według danych na rok 2004 gminę zamieszkiwało 7526 osób, 1505,2 os./km².
W mieście znajduje się stacja kolejowa Vittuone-Arluno.